# Chavagnes-en-Paillers
Chavagnes-en-Paillers là một xã ở tỉnh Vendée trong vùng Pays de la Loire, Pháp. Xã này có diện tích 40,57 kilômét vuông, dân số năm 2006 là 3213 người. Xã này nằm ở khu vực có độ cao trung bình 80 mét trên mực nước biển. 

## Biến động dân số
| Năm | 1902  | 1906  | 1909  | 1962  | 1968  | 1975  | 1982  | 1990  | 1999  | 2006  |
| --- | ----- | ----- | ----- | ----- | ----- | ----- | ----- | ----- | ----- | ----- |
| Dân số | 3 142 | 3 033 | 3 069 | 2 900 | 2 933 | 2 910 | 2 909 | 2 870 | 2 963 | 3 213 |
| From the year 1962 on: No double counting—residents of multiple communes (e.g. students and military personnel) are counted only once. |       |       |       |       |       |       |       |       |       |       |